# NGC 4379
NGC 4379 is een elliptisch sterrenstelsel in het sterrenbeeld Hoofdhaar. Het hemelobject ligt 49 miljoen lichtjaar van de Aarde verwijderd en werd op 21 maart 1784 ontdekt door de Duits-Britse astronoom William Herschel.

## Synoniemen
- UGC 7502
- MCG 3-32-26
- ZWG 99.42
- VCC 784
- PGC 40484